# Tylostigma herminioides
Tylostigma herminioides är en orkidéart som beskrevs av Rudolf Schlechter. Tylostigma herminioides ingår i släktet Tylostigma och familjen orkidéer. Inga underarter finns listade i Catalogue of Life.